# Lepidoziaceae
Lepidoziaceae là một họ rêu trong bộ Jungermanniales.